# Tierra Whack
Tierra Helena Whack (née le 11 août 1995) est une rappeuse, chanteuse et autrice-compositrice américaine. À ses débuts, elle se produit sous le nom "Dizzle Dizz", mais en 2017 elle revient à son nom de naissance. Son premier album, Whack World, est salué par la critique. Son single Mumbo Jumbo, sorti en 2017, est accompagné d'un clip vidéo qui lui vaut une nomination au titre de meilleur clip vidéo pour les Grammy Awards 2019.

## Carrière musicale
Le 30 mai 2018 Whack sort son premier album, Whack World.  L'album reçoit le prix "Meilleure nouvelle musique" de Pitchfork. Les critiques ont notamment fait l'éloge du format inhabituel de l'album, chaque chanson durant environ une minute. Whack a publié chaque morceau sur Instagram, chacun accompagné  d'un court métrage réalisé par Thibaut Duverneix et Mathieu Léger. Le projet multimédia a été salué par la critique. Robert Christgau a attribué à l'album un A-moins et a rapporté dans Vice que sa femme, la critique Carola Dibbell, adorait la vidéo, celle-ci affirmant que "cela [lui] donnait une raison de vivre". Souvent désignée comme la " Missy Elliott" de cette génération, Whack a été très applaudie pour la créativité et l'excentricité de ses vidéoclips. Le morceau "Mumbo Jumbo" a été nommé au titre de meilleur vidéoclip au Grammy Awards 2019.Whack a aussi enregistré de la musique inédite avec Meek Mill et Childish Gambino. En 2018, elle tourne avec 6lack lors de sa tournée mondiale, From East Atlanta with Love. Briana Younger, l'écrivain de The Fader, a écrit que "Whack semble en passe de devenir la nouvelle championne du rap populaire et grand public qui n'a pas pris fait et cause pour une femme à la peau sombre depuis Missy Elliot". Whack a reconnu que les femmes dans l'industrie de la musique n'ont souvent pas le privilège de faire de l'art pour de l'art, mais elle refuse de laisser cela l'empêcher de faire ce qu'elle aime.
Depuis le 19 février 2019, Whack publie un single par semaine. Jusqu'à présent, elle a sorti cinq singles; "Only Child", "CLONES", "Gloria", "Wasteland" et "Unemployed",,,,. On ne sait toujours pas si ces morceaux vont faire l'objet d'un album. Whack a déclaré qu'elle ne pensait pas à ça pour le moment. Elle a déclaré : « Je ne vais pas me rendre folle. Je m'amuse juste à créer ce que je crée. ». Whack participera à de nombreux festivals en 2019 notamment Coachella. 
Elle chante en compagnie de Melanie Martinez , la chanson s'appelant "Copycat" sortie en 2020. 
En 2024, elle participe au nouvel album de Sia, Reasonable Woman, en chantant avec Kaliii et Jimmy Jolliff sur le morceau Champion.

## Discographie
- Whack World (2018)

## Filmographie
- 2025 : Him de Justin Tipping